# Camponotus leucophaeus
Camponotus leucophaeus är en myrart som först beskrevs av Smith 1861.  Camponotus leucophaeus ingår i släktet hästmyror, och familjen myror. Inga underarter finns listade.